# Humanity (テンのアルバム)
『Humanity』（ヒューマニティ）は、2025年5月28日にavex traxから発売されたテンの日本デビュー・ミニアルバム。

## 概要
- NCTのメンバー・テンの日本デビュー・ミニアルバム。
- リード曲「Silence」を含めた全6曲が収録されている。
- 4月23日午後6時、各種グローバル音楽プラットフォームを通じて全曲の音源を先行公開した。

## プロモーション

### イベント
- 5月1日より、大阪・福岡・東京・愛知で初の日本ソロツアー「2025 TEN JAPAN TOUR 1001 TIME WARP」を開催している[1]。

## 収録曲
1. Flash [2:25] 
  - 作詞：Takahashi Shiho
  - 作曲：no2zcat、JUNNY、ron
  - 編曲：no2zcat

クールな雰囲気のボーカルが印象的なオルタナティブ・ヒップホップ曲[2]。
2. Silence [2:56] 
  - 作詞：Akta
  - 作曲：Geek Boy Al Swettenham、Okhan Uenver
  - 編曲：Geek Boy Al Swettenham

夢幻的でダークなムードのドラムンベース・ジャンル曲で、世の中に一人残されたと感じる時の孤独感を表現した歌詞が、神秘的な雰囲気を増幅させている[2]。
3. Burn It Up [2:46] 
  - 作詞：Mahiro
  - 作曲：no2zcat、Jonathan B-T、Louise Lindberg、Aejin Kwon (MonoTree)
  - 編曲：no2zcat

他人の視線に縛られず自分だけの道を進む姿を表現したロックジャンルの楽曲[2]。
4. All Good [3:11] 
  - 作詞：ELVYN (NO THEORY)
  - 作曲：AFTRSHOK、NF、Jop Pangemanan、Kyle Wong
  - 編曲：AFTRSHOK、NF

苦しんだ時間が結果として美しい思い出として残っているという内容の歌詞が印象的なR&Bナンバー[2]。
5. Living Now [3:15] 
  - 作詞：Rie Tsukagoshi
  - 作曲：KISSY、Sagiri Sól
  - 編曲：KISSY

今この瞬間の人生を楽しみながら生きていこうというメッセージが印象的なポップジャンルの楽曲[2]。
6. 夢の続き [3:04] 
  - 作詞：JUN
  - 作曲：UTA
  - 編曲：UTA (TinyVoice, Production)

テンが未来を夢見ることを可能にさせてくれるファンに向けた思いが込められたバラード曲[2]。

## リリース
| リリース日    | レーベル  | 規格       | 商品番号                                    |
| ------------- | --------- | ---------- | ------------------------------------------- |
| 2025年5月28日 | avex trax | CD         | AVCK-43523 （初回生産限定盤 Fallen Ver.）   |
| 2025年5月28日 | avex trax | CD         | AVCK-43524 （初回生産限定盤 Street Ver.）   |
| 2025年5月28日 | avex trax | CD         | AVCK-43525 （初回生産限定盤 Timeless Ver.） |
| 2025年5月28日 | avex trax | CD         | AVCK-43526B （初回生産限定盤 Stay Ver.）    |
| 2025年5月28日 | avex trax | CD         | AVCK-43527 （通常盤）                       |
| 2025年5月28日 | avex trax | LPレコード | AVJK-43528 （初回受注限定盤 LP Ver.）       |